# Вибране…
Вибране… — альбом-збірка українського гурту «Океан Ельзи», випущений 26 грудня 2007 року лейблом Moon Records.
Збірка містить 20 пісень, створених на різних етапах творчості групи і доповнених хітами з альбому «Міра», — піснями «Лелеки», «Зелені Очі», «Все буде добре».

## Музиканти

### Океан Ельзи
1. Святослав Вакарчук — вокал
2. Петро Чернявський — гітара
3. Денис Дудко — бас-гітара
4. Милош Єлич — клавішні
5. Денис Глінін — барабани

### Колишні учасники
1. Павло Гудімов — гітара
2. Юрій Хусточка — бас-гітара
3. Дмитро Шуров — клавішні

## Композиції
1. Все буде добре (3:09)
2. Вище неба (3:58)
3. Вставай (2:55)
4. Холодно (3:50)
5. Зелені очі (4:08)
6. Янанебібув (3:15)
7. Без бою (4:18)
8. Відчуваю (версія 2) (3:55)
9. Лелеки (4:04)
10. Друг (ч.2) (4:04)
11. Майже весна (4:10)
12. Там, де нас нема (3:27)
13. Поїзд «чужа любов» (3:57)
14. Той день (3:55)
15. Відпусти (3:48)
16. Дівчина з іншого життя (3:38)
17. Вулиця (4:47)
18. Не питай (2:36)
19. 911 (тихий океан) (3:37)
20. Вона підійшла до вікна (4:32)